# روزنامه خاطرات ناصرالدین‌شاه قاجار
روزنامهٔ خاطرات ناصرالدین‌شاه قاجار مجموعهٔ یادداشت‌های دست‌نویس ناصرالدین‌شاه است. این مجموعه که ۳۴ سال قمری (حدود ۳۳ سال خورشیدی) از زندگی شاه ایران قاجاری را در بر می‌گیرد، شامل شرح سفرهای او به اقصی‌نقاط ایران و جهان، ییلاق و قشلاق و شکار به همراه اهل حرم و دیوان، دیدارهای وی با اشخاص گوناگون مملکتی و نیز بخش اعظمی از زندگی خصوصی ناصرالدین‌شاه و نحوهٔ ارتباط او با همسران و فرزندانش است.

## بخش‌بندی
یادداشت‌های ناصرالدین‌شاه، در سه مرکز مهم آرشیوی ایران به شرح زیر بایگانی شده است:
۱. سازمان اسناد و کتابخانه ملی ایران: مجموعاً ۸ آلبوم، شامل وقایع از محرم ۱۲۷۹ تا ربیع‌الاول ۱۳۰۸ق، به استثنای وقایع شش‌ماهه نخست سال ۱۳۰۶ق.
۲. کتابخانه سلطنتی کاخ گلستان: کتابچه شامل وقایع شش‌ماهه نخست سال ۱۳۰۶ق.
۳. مرکز اسناد خطی کاخ گلستان: مجموعاً ۵ دفتر، شامل وقایع از ربیع‌الاول ۱۳۰۸ تا ذی‌قعده ۱۳۱۳ق.
یادداشت‌ها از ۱۴ محرم ۱۲۷۹ (تیر ۱۲۴۱) در ۳۱سالگی وی آغاز می‌شود. او یادداشت‌ها را در سرلوحی زرّین با این زیرعنوان آغاز کرده:
شکارهایی که از ماه محرم سنه ۷۹ ایت‌ئیل و مابعدها می‌شود، در این کتابچه ثبت و ضبط می‌شود به‌طور روزنامچه.
یادداشت‌ها، ۴۸ ساعت پیش از ترور ناصرالدین‌شاه در ۶۴سالگی وی به پایان می رسد.

## چاپ در ایران
این مجموعه تاکنون چندین‌بار بصورت ناقص توسط ناشران گوناگون ایرانی منتشر شده است. این چاپ‌ها به شکل سفرنامه‌های کوتاه و بلند و یا بصورت بخشی از کل مجموعه بوده است. از سال ۱۴۰۰، نشر سخن در حال چاپ کل یادداشت‌ها بوده که تاکنون سیزده جلد از آن را منتشر کرده است.

## ناصرالدین ‌شاه و راه‌آهن روسیهٔ تزاری
ناصرالدین‌شاه، نخستین پادشاه ایرانیست که ترابری ریلی را تجربه کرده است. او به هنگام مواجهه‌اش با قطار در امپراتوری روسیه، از عنوان‌های ابداعی راه‌آهن، کالسکهٔ بخار و استاسیون بهره می‌برد. او در ۱۸ ربیع‌الاول ۱۲۹۰ (۱۶ مه ۱۸۷۳) در راه نمایشگاه جهانی وین بود که نوشت:
... خلاصه سه ساعت و ربع به غروب مانده وارد [بندر] شهر «سارتیسین» شدیم که ابتدای راه‌آهن از آنجاست و در بلندی کنار رودخانه ولگا واقع شده... همینکه کشتی لنگر انداخت، کالسکه‌های بخار که باید ما را ببرند پیدا شدند. نماز خوانده [و] از اطاق کشتی بیرون آمدم؛ حاکم ساراطوف که شهر ساریتسین جزو حکومت اوست، به حضور آمد... یک ساعت از شب رفته، به راه‌آهن رفتیم... کالسکه‌های راه‌آهن از کالسکه‌های مخصوص امپراطور بود؛ بسیار خوب و وسیع و مزیّن و اطاقهای متعدد، از سفره‌خانه و خوابگاه و اطاق پذیرایی، همه مزیّن به چراغ و میز و صندلی و تخت و نیم‌تخت. کالسکه‌ها، همه به هم وصل بود، طوریکه به جمیع کالسکه‌ها می‌شد رفت... اول مرتبه‌ایست که به کالسکه‌ٔ بخار می‌نشینیم؛ بسیار خوب و راحت است [و] ساعتی پنج فرسنگ راه می‌رود. صبح که برخاستم، معلوم شد که شب از جاهای خوب گذشته‌ایم... در هر دو سه میل، یک قراولخانه به جهت حفظ راه و در چند فرسنگ، یک استاسیون ساخته‌اند؛ استاسیون، محل ایستادن قطار است برای چرب‌کردن عرّاده‌ها و خوردن قهوه و غذا... — ناصرالدین شاه، سفرنامه ناصرالدین شاه به فرنگ، ابریشمی، صص۳۵-۳۶
ناصرالدین‌شاه و همراهان، مسافت ۱٫۰۰۰ کیلومتری سارتیسین - مسکو را با قطار در یک روز و نیم پیمودند‌.

## میراث
پرکاری ناصرالدین‌شاه در نوشتن، او را به دومین نفر در سران مملکتی جهان از حیث شمار سال‌های نوشتن خاطرات تبدیل کرده است. در ردهٔ اول، ملکه ویکتوریا قرار دارد که بیش از شصت سال خاطراتش را می‌نوشت.